# Sola (canção)
"Sola" é uma canção do cantor colombiano J Balvin. Foi lançado como o terceiro single de seu primeiro álbum de estúdio La Familia (2013), em 7 de junho de 2013. A música incorpora uma sonoridade entre o reggaeton e R&B. "Sola" se tornou o quinto número um do cantor na Colômbia (National-Report).

## Desenvolvimento
"Sola" foi escrito por J Balvin, composto por Sky, DJ de Medellín e gravado em Miami. Em entrevista ao El Espectador, Balvin foi questionado sobre a produção e a intenção da música. Ele disse: "É um rap comercial projetado para as baladas... a letra não é vulgar é sobre a chamada que alguém está esperando para sair e se divertir". "Sola" é um rap, apresentando um refrão melódico, muito próximo do R&B.

## Desempenho comercial
A música estreou no número 5 na lista Top 100 do National-Report na semana de 10 de junho de 2013. Mais três semanas, a canção liderou o ranking por duas semanas consecutivas, substituindo "Bailar Contigo" pelo cantor colombiano Carlos Vives e sendo sucedido pela mesma música, na semana seguinte. Na Venezuela, a música estreou e chegou ao número 100 na parada Top 100 do Record Report e alcançou o número 28 na parada Top Latino.

## Faixas
| Download digital |        |                    |              |         |  |
| N.º              | Título | Compositor(es)     | Produtor(es) | Duração |  |
| 1.               | "Sola" | José Osorio Balvin | Sky          | 3:47    |  |

## Desempenho nas tabelas musicais

### Posições
| Chart (2013)               | Maior posição |
| -------------------------- | ------------- |
| Colômbia (National-Report) | 1             |
| Venezuela (Record Report)  | 100           |

## Vendas e certificações
| Região | Certificação | Vendas/distribuição |
| --- | ------------ | ------------------- |
| EUA (RIAA) | Ouro (Latin) | 30,000 ‡            |
| *vendas baseadas apenas na certificação ^distribuições baseadas apenas na certificação ‡dados de streaming baseados somente em certificação |              |                     |